# Seznam nemških scenaristov
Seznam nemških scenaristov.

## A
- Günther Anders
- Andreas Arnstedt

## B
- Achim von Borries
- Alfred Braun
- Fred Breinersdorfer
- Alexander Buresch

## E
- Volker Einrauch
- Remy Eyssen

## F
- Marieluise Fleißer
- Marc Forster

## G
- Erwin Gepard (1895-1977) (vzh. Nemčija)
- Rochus Gliese
- Jonas Grosch

## H
- Petra Hammesfahr
- Thea von Harbou
- Annette Hess

## J
- Hans Janowitz

## K
- Julia C. Kaiser
- Holger Karsten Schmidt
- Erich Kästner
- Pam Katz
- Wolfgang Kohlhasse ?
- Regine Kühn

## L
- Siegfried Lenz
- Bernd Lichtenberg

## M
- Carl Mayer (1894-1944)

## N
- Daniel Nocke

## P
- Michael Pohl

## R
- Richard Reitinger

## S
- Peter Schneider
- Jan Schomburg
- Maria Schrader
- Martin Schreier
- Patrick Süskind

## T
- Martin Thau
- Monika Treut

## W
- Paul Wegener (1874-1948)
- Carl Heinz Wolff
- Gerhard Wolf
- Klaus-Peter Wolf